# Бучум (Брашов)
Бучум (рум. Bucium) — село у повіті Брашов в Румунії. Входить до складу комуни Шинка.
Село розташоване на відстані 164 км на північний захід від Бухареста, 41 км на захід від Брашова.

## Населення
За даними перепису населення 2002 року у селі проживали 249 осіб. Усі жителі села рідною мовою назвали румунську.
Національний склад населення села:
| Національність | Кількість осіб | Відсоток |
| -------------- | -------------- | -------- |
| румуни         | 203            | 81,5%    |
| цигани         | 46             | 18,5%    |